# 가면라이더 버스
본 문서의 이해를 돕기 위한 비자유 그림이 있습니다. 
링크의 파일을 직접 올려 주세요
가면라이더 버스 (Birth/XXX, 일본어: 仮面ライダーバース 카멘라이다 바스[*], 이하 버스)는 일본 토에이의 특촬 드라마 가면라이더 시리즈의 2010년 ~ 2011년 작품 《가면라이더 OOO》에 등장하는 2호 라이더이다. 《가면라이더 × 가면라이더 OOO & W feat.스컬: MOVIE 대전 CORE》에서 처음 등장했다.
《MOVIE 대전 CORE》에서는 노부나가 (오오구치 켄고가 연기)와 고토 신타로 (키미지마 아사야가 연기)가 가면라이더 버스로 변신했다.

## 다테 아키라
다테 아키라(일본어: 伊達 明)는 세계를 여행하다가 일본으로 돌아온 남성으로, 코우가미 재단에서 일자리를 얻어 가면라이더 버스 시스템의 최초 장착자가 되었다. 1억 엔을 모으기 위하여 셀 메달을 모으고 있으며, 모은 셀 메달을 우유통을 닮은 박스에 담아 다닌다. 작품 안에서 다테는 "자신의 욕망을 인정하고 그것을 이루려는 사람"으로 그려지며, "자신을 후회하게 만들 일은 하지 않는다"는 신조를 가지고 있다. 어묵을 좋아하며, 마키 키요토의 연구소를 거처로 하고 있지만 마키와 대립하고 있다. 또한 쿠스쿠셰에서 에이지의 사진을 보고 일본으로 돌아오기 전에 에이지를 본 것 같다는 말을 한다. 버스가 되고 싶어하는 고토 신타로에게 "자신이 1억 엔을 모두 모으기 전에 버스 버스터를 잘 다룰 수 있도록 하라"며 버스 버스터 한 대를 주기도 한다.
다테 아키라는 전투를 시작하기 전에 "자, 벌어 볼까요?" (일본어: さあて、稼ぎますか 사아테, 카세기마스카[*])라는 말을 한다.
다테 아키라는 이와나가 히로아키(일본어: 岩永 洋昭)가 연기했다.

## 가면라이더 버스
가면라이더 OOO(이하 오즈)처럼 가면라이더 OOO의 등장 인물#그리드와 그들의 여미의 힘이 담긴 O 메달을 사용하지만, 오즈와는 달리 버스는 코우가미 파운데이션의 마키 키요토 박사가 셀 메달을 바탕으로 연구한 기술을 사용한다. 버스의 갑옷은 무장확장용 하드포인트로 가샤폰 캡슐 형태의 "리셉터클 오브" (Receptacle Orbs, 일본어: リセプタクルオーブ 리세푸타쿠루 오부[*])로 구성되어 있는데, 리셉터클 오브는 셀 메달을 매개로 무장유닛 버스 CLAWs 시스템과 버스의 갑옷을 연결하여 장착시켜준다.

## 장비

### 버스드라이버
버스 드라이버(일본어: バースドライバー 바스 도라이바[*])는 장착자를 가면라이더 버스로 변신시켜주는 벨트이다. 버스 슬롯 (일본어: バースロット 바스 스롯토[*])에 셀 메달 한 개를 투입한 후, 그랩 엑셀러레이터 (일본어: グラップアクセラレーター 구랏푸 아쿠세라레타[*])를 한바퀴 돌리면 벨트에 있는 리셉터클 오브의 트랜서 실드 (Trancer Shield, 일본어: トランサーシールド 토란사 시루도[*])가 열리고, 셀 메달로부터 에너지를 추출하는 셀 리엑터 (Cell Reactor, 일본어: セルリアクター 세루 리아쿠타[*])에서 추출한 에너지를 이용하여 코우가미 파운데이션의 서버에 있는 버스의 슈츠를 장착자에 맞게 변형시킨 후 순식간에 전송하여 변신시킨다. 변신 후, 셀 메달을 1개 더 넣음으로써 버스 CLAWs 장비를 전송받아 리셉터클 오브를 통해 버스의 갑옷에 장착시켜준다. 또한 두 개의 셀 메달을 넣어 가동시키면 셀 메달의 에너지를 해방시키는 셀 버스트(일본어: セルバースト 세루 바스토[*])라는 필살기를 사용할 수 있다.

### 버스 버스터
버스 버스터(일본어: バースバスター 바스 바스타[*])는 가면라이더 버스의 총 형태의 주무기이다. 노말 모드 (일본어: ノーマルモード 노마루 모도[*])에서는 셀 메달의 파워를 에너지탄으로 변환하여 발사한다. 가면라이더 버스는 셀 블릿 포드 (일본어: セルバレットポッド 셀 바렛토 폿도[*])로 셀 메달을 버스 버스터에 장전할 수 있다. 버스 드라이버처럼 여러 개의 셀 메달을 넣어 발동시키는 셀 버스트 모드 (일본어: セルバーストモード 세루 바스토 모도[*])에서는 강력한 에너지탄을 발사할 수 있다. 실탄을 쓰지 않기 때문에 버스 슈츠의 헬멧 부분에 내장된 컴퓨터 '마스터 서버'를 통해 에너지탄의 화력 등을 조절할 수 있다.
여러 개가 존재하며, 다테 아키라는 "자신이 1억 엔을 모두 벌기 전에 잘 다루도록 하라"며 고토 신타로에게 한 개를 준 다음 마키로부터 새 것을 다시 받았다.

### 셀 메달
셀 메달(일본어: セルメダル 세루 메다루[*])은 인간의 욕망을 통해 만들어진 은색의 O 메달이다. 오즈가 코어 메달을 쓰는 것과는 달리 버스는 이 셀 메달을 변신과 각종 무기 사용의 재료로써 사용한다. 셀 메달은 가면라이더 버스의 변신이나 셀 버스트 모드 가동을 위해 쓰이며, 버스 CLAWs의 장착에도 필요하다.

### 버스 CLAWs
버스 CLAWs(일본어: バース・CLAWs（クロウズ） 바스 쿠로우즈[*], Cannon/Leg/Arm/Wing system)은 가면라이더 버스의 여섯 가지 전투 지원 유닛이다. 셀 메달을 버스 드라이버에 넣어 가동시키면 리셉터클 오브를 통해 전송된다. 장착자가 자유자재로 변환할 수 있으며, 셀 메달을 여러 개 넣으면 여러 개의 장비를 동시에 소환하는 것도 가능하다.
- 초록색의 크레인 암(일본어: クレーンアーム 쿠렌 암[*])은 가면라이더 버스의 오른팔 부분의 리셉터클 오브를 통해 장착하는 크레인 형태의 전투 유닛으로, 암에서 나오는 와이어가 연결된 갈고리인 "스프링거 하켄" (독일어: Springer Haken, 일본어: シュプリンガーハーケン 슈푸린가 하켄[*])과 어깨 부분의 윈치로 구성되어 있다. 갈고리와 와이어로 적을 묶어 움직이지 못하게 하거나, 원치를 이용하여 묶은 적을 끌고 올 수 있으며, 갈고리로 건물의 벽을 오를 수 있다. 또한 대량의 셀 메달을 한 곳으로 모을 수도 있다. 《가면라이더 × 가면라이더 OOO & W feat.스컬: MOVIE 대전 CORE》에서 노부나가가 프테라노돈 여미와 싸울 때 처음으로 사용했다.[10]
- 붉은색의 브레스트 캐논(일본어: ブレストキャノン 부레스토 캬논[*])은 가면라이더 버스의 가슴 부분의 리셉터클 오브를 통해 장착하는 대포 형태의 전투 유닛으로, 에너지를 집약시키는 샐러멘더 런처 (일본어: サラマンダランチャー 사라만다 란차[*])가 장착되어 있다. 적을 향해 샐러맨더 런처에서 증폭된 에너지포를 발사하며, 셀 메달을 넣은 양만큼 위력이 강해진다.[11]
- 파란색의 드릴 암(일본어: ドリルアーム 도리루 아무[*])은 가면라이더 버스의 오른팔 부분의 리셉터클 오브를 통해 장착하는 드릴 형태의 전투 유닛이다. 드릴 끝의 "브라이튼 비트" (일본어: ブライトンビット 부라이톤 빗토[*])의 고속 회전으로 그리드나 여미의 몸을 뚫고 들어가 셀 메달을 빼낸다.[12]
- 보라색의 캐터필러 레그(일본어: キャタピラレッグ 캬타피라 렛구[*])는 가면라이더 버스의 다리 부분의 리셉터클 오브를 통해 장착하는 중장비형 전투 유닛으로, 헤이즈 크롤러 (일본어: ヘイズクローラー 헤이즈 쿠로라[*])를 통해 빠른 속도로 이동하며, 험한 길을 달리거나 벽을 탈 수 있다. 또한 강력한 발차기 공격도 가능하다.[13]
- 주황색의 쇼벨 암(일본어: ショベルアーム)은 가면라이더 버스의 왼팔 부분의 리셉터클 오브를 통해 장착하는 집게 형태의 전투 유닛이다. 버밀리온 버켓 (일본어: バーミリオンバケット 바미리온 바켓토[*])이라는 집게로 여미를 들어올리거나, 클로를 발사할 수 있다.[14]
- 노란색의 커터 윙(일본어: カッターウイング 캇타 윈구[*])은 가면라이더 버스의 등 부분의 리셉터클 오브를 통해 장착하는 날개 형태의 전투 유닛으로, 솔렌트 엣지 (일본어: ソレントエッジ 소렌토 엣지[*])를 통해 비행이 가능하며, 상대방을 공중에서 절단할 수 있다.

#### CLAWs 사소리
여섯 개의 버스 CLAWs 유닛을 합쳐 CLAWs 사소리(일본어: CLAWs・サソリ 쿠로즈 사소리[*])라는 전갈 형태의 지원형 인공지능 로봇을 만들 수 있다.

#### 버스 데이
버스 데이(일본어: バース・デイ 바스 데이[*])는 가면라이더 버스가 여섯 개의 셀 메달을 넣어, 여섯 개의 버스 CLAWs 유닛들을 모두 장착한 형태이다.

### 캔드로이드
캔드로이드 (Candroid, 일본어: カンドロイド 칸도로이도[*]는 깡통 모양의 캔 모드 (일본어: カンモード 칸 모드[*])에서 마개를 열면 애니멀 모드 (일본어: アニマルモード 아니마루 모도[*])로 변하여 가면라이더 버스를 지원해주는 인공지능 로봇이다.
- 고릴라 캔드로이드(일본어: ゴリラカンドロイド 고리라 칸도로이도[*])는 여미를 감지하여 사용자에게 경계 신호를 보내고, 위험 상황에서 셀 메달을 수집하는 캔드로이드로, 양 팔에 해당하는 스트리머 게인에서 나오는 완력으로 장애물을 치울 수 있다. 다테 아키라가 전투하는 동안 여러 대가 주위에 떨어진 셀 메달들을 다테의 셀 메달 상자에 넣는다.[16]